# Brunwart von Augheim

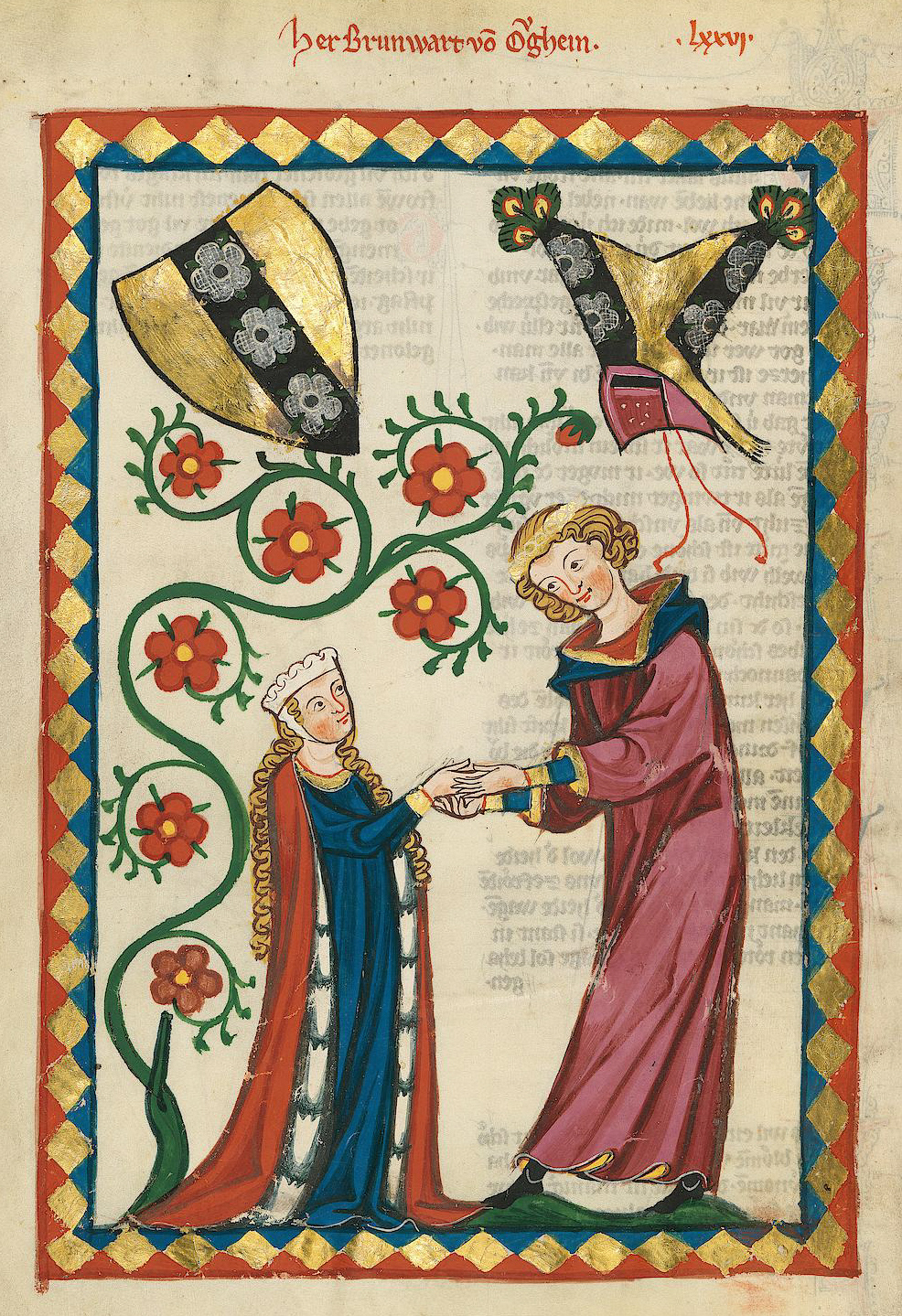
Ilustração de Brunwart von Augheim no Codex Manesse.

Johannes Brunwart von Augheim (ou Ougheim) foi um burgomestre, cavaleiro, e trovador germânico da região de Breisgau, ativo entre 1286 e 1303.
Sua família, documentada primeiramente em 1130, era composta de Ministerialis e cavaleiros. O castelo de sua família era localizado no sul de Mühlheim, entre Auggen e Neuemburgo, e Brunwart serviu como burgomestre do último. Também serviu como conselheiro e confidente do conde Ugino II de Friburgo.
Brunwart deixou, como minnesinger, quatro poemas de amor.